# Франклин (Айдахо)
Франклин (англ. Franklin) — старейшее поселение штата Айдахо, основанное мормонами в 1860 году. Город находится в округе Франклин. По переписи населения 2020 года население города — 1025 человек.

## Географическое положение
По данным Бюро переписи населения США Франклин имеет площадь 3,44 квадратных километра. Город расположен на границе со штатом Юта.

## История
Франклин был основан первопоселенцами-мормонами во главе с Томасом Смартом 14 апреля 1860 года на территории Вашингтон, хотя в то время считалось, что поселение находится в пределах территории Юта. 61 семья поселились на берегу реки Каб-Ривер, и начали заниматься сельским хозяйством. В 1872 году были окончательно определены границы штатов, и Франклин оказался на территории Айдахо. Город был назван в честь одного из апостолов церкви Иисуса Христа Святых последних дней Франклина Ричардса.

## Население
| Год переписи | Нас. |  | %±     |
| ------------ | ---- |  | ------ |
| 1900         | 435  |  | —      |
| 1910         | 534  |  | 22,8%  |
| 1920         | 589  |  | 10,3%  |
| 1930         | 531  |  | −9,8%  |
| 1940         | 523  |  | −1,5%  |
| 1950         | 467  |  | −10,7% |
| 1960         | 446  |  | −4,5%  |
| 1970         | 402  |  | −9,9%  |
| 1980         | 423  |  | 5,2%   |
| 1990         | 478  |  | 13%    |
| 2000         | 641  |  | 34,1%  |
| 2010         | 641  |  | —      |
| 2020         | 1025 |  | 59,9%  |

В 2020 году в городе проживало 1025 человек, насчитывалось 331 домашних хозяйств. Население Франклина по возрастному диапазону распределилось следующим образом: 31,0 % — жители младше 18 лет, 59,5 % — от 18 до 65 лет и 9,5 % — в возрасте 65 лет и старше. Медианный возраст — 26 лет. Расовый состав: белые — 84,3 % и представители двух и более рас — 9,7 %. Высшее образование имели 13,1 %.
В 2020 году медианный доход на домашнее хозяйство оценивался в 55 000 $, на семью — 57 800 $. 7,5 % от всей численности населения находилось на момент переписи за чертой бедности.